# Basilique Sainte-Anne de Bonlieu-sur-Roubion
 (octobre 2015).
Si vous disposez d'ouvrages ou d'articles de référence ou si vous connaissez des sites web de qualité traitant du thème abordé ici, merci de compléter l'article en donnant les références utiles à sa vérifiabilité et en les liant à la section « Notes et références ».
Pour les articles homonymes, voir Basilique Sainte-Anne.
La basilique Sainte-Anne de Bonlieu-sur-Roubion est une basilique mineure située dans la Drôme. Elle dépend donc du diocèse de la Drôme.

## Histoire
L'église fut bâtie au XIIIe siècle par une communauté de femmes, de l'ordre de Citeaux, fondée en 1171 par la comtesse Véronique de Marsanne. Restaurée en 1871 par mère Marie de la Croix, fondatrice des Norbertines. Elle restaura sur les plans primitifs un édifice à nef unique dont la partie ancienne est constituée d'un chœur polygonal[réf. nécessaire].
Elle est inscrite au titre des monuments historiques, depuis le 28 avril 1999.
Autrefois habité par des Prémontrés et des Norbertines, le monastère Sainte-Anne est actuellement la maison paroissiale de la paroisse Sainte-Anne de Bonlieu-sur-Roubion. Il est un bel exemple d'architecture cistercienne qui a su intégrer les influences provençales[réf. nécessaire].
Aujourd'hui, pour s'ouvrir davantage aux jeunes, les enfants et adolescents sont invités à servir en tant qu'enfant de choeur. Cela est aussi possible pour les filles qui sont ainsi appelées les servantes de l'assemblée.